# Lajka
Lajka (rusko Лайка) je bila ruski pes in prvo živo bitje, ki je iz Zemlje vstopilo v orbito. V orbito so jo izstrelili 3. novembra 1957 s plovilom Sputnik 2. Kot veliko drugih živali v vesolju je poginila med misijo, saj satelit ni imel kapsule za vrnitev na Zemljo. V breztežnostnem stanju naj bi preživela 6 dni. Kasneje se je izkazalo, da je verjetno poginila že po nekaj urah zaradi napake z ogrevanjem vesoljskega plovila.